# Гавеля Богдан Васильович
Богда́н Васи́льович Гаве́ля (05 вересня 1974, Кременчук, Полтавська область — 4 лютого 2015, Маріуполь, Донецька область) — сержант Збройних сил України, гранатометник 3-го аеромобільно-десантного взводу, 8-ї аеромобільно-десантної роти, 3-го аеромобільно-десантного батальйону, військова частина ПП В4174.

## Життєвий шлях
Закінчив Кременчуцьку ЗОШ № 31 м. Кременчука в 1991 році, ПТУ № 29 м. Кременчука в 1992 році, Кременчуцький політехнічний університет ім. М. Остроградського у 2003 році. За спеціальністю економіст-менеджер.
Доброволець, мобілізований 7 серпня 2014-го, гранатометник, 79-та окрема аеромобільна бригада.
У 3-му батальйоні («Фенікс») 79-ї аеромобільної бригади у Б. Гавелі був позивний «Бодя». Він часто говорив про те, що воює за мир для родини й хоче, аби його донька жила в нормальній країні.
4 лютого 2015-го загинув під час проведення пошуково-ударних дій — потрапив у засідку терористів біля села Широкине: група військовиків була направлена для перевірки виконання Мінських домовленостей. Увійшовши в Широкине, вояки потрапили у засідку та були обстріляні з протитанкової й стрілецької зброї, коли в бойову машину поцілили з гранатомета. Богдан був у ній за кулеметом. Разом з Богданом загинув солдат О. Зайченко.
Без Богдана залишилися батьки та донька.
7 лютого 2015 року похований на Свіштовському кладовищі в місті Кременчук.

## Нагороди
За особисту мужність і героїзм, виявлені у захисті державного суверенітету та територіальної цілісності України, вірність військовій присязі під час російсько-української війни, відзначений — нагороджений
- орденом «За мужність» III ступеня (посмертно)[3]
- відзнакою Полтавської обласної ради «За вірність народу України» І ступеня (посмертно, 21.10.2015)

## Вшанування пам'яті
- 24 жовтня 2015-го в кременчуцькій ЗОШ № 31 відкрито меморіальні дошки випускникам Олексію Борищаку, Богдану Гавелі, Юрію Гудзенку та Антону Кирилову[4][5].